# 진심
진심(眞心)은 참된 마음이나, 참되고 변하지 않는 마음의 본체이다. 반의어로는 '가식', 가심(假心)이 있다

## 같이 보기
- 비합리주의